# ハリー・ガーランド
ハリー・トーマス・ガーランド（Harry Thomas Garland、1947年 - ）は、アメリカ合衆国の科学者・技術者・著述家・実業家であり、クロメンコ社の共同設立者である。シリコンバレーにおけるパーソナルコンピュータ開発の歴史の中で最も重要な革新者の一人として認められている。

## 幼年期
実業家・ハリー・G・ガーランドの子として、ミシガン州デトロイトで1947年に生まれた。

## スタンフォード大学
カラマズー大学から数学で学士号(B.A.)を取得して卒業し、1968年にスタンフォード大学大学院へ進学した。スタンフォード大学では生物学を専攻し、随意運動の制御における人間の脳の機能に関する研究を行った。彼は、随意運動時の筋活動をモニターするための筋電図法の技術を開発し、筋肉の制御における脳の役割と局所反射の役割の解明に取り組んだ。これにより、随意運動時の脳機能の理解が深まり、パーキンソン病治療におけるレボドパの作用機序の解明に繋がった。
1972年にスタンフォード大学から博士号(Ph.D.)を取得した。ジョン・G・リンヴィルに誘われてスタンフォード電子研究所の研究スタッフに加わり、次世代の視覚障害者用読取装置オプタコンのコンセプトを開発した。1974年には、スタンフォード大学電気工学科の副学科主任に任命された。彼は大学院の電気工学の課程を担当し、マイクロプロセッサシステム設計の新分野の教科書を執筆した。

## 『ポピュラーエレクトロニクス』誌

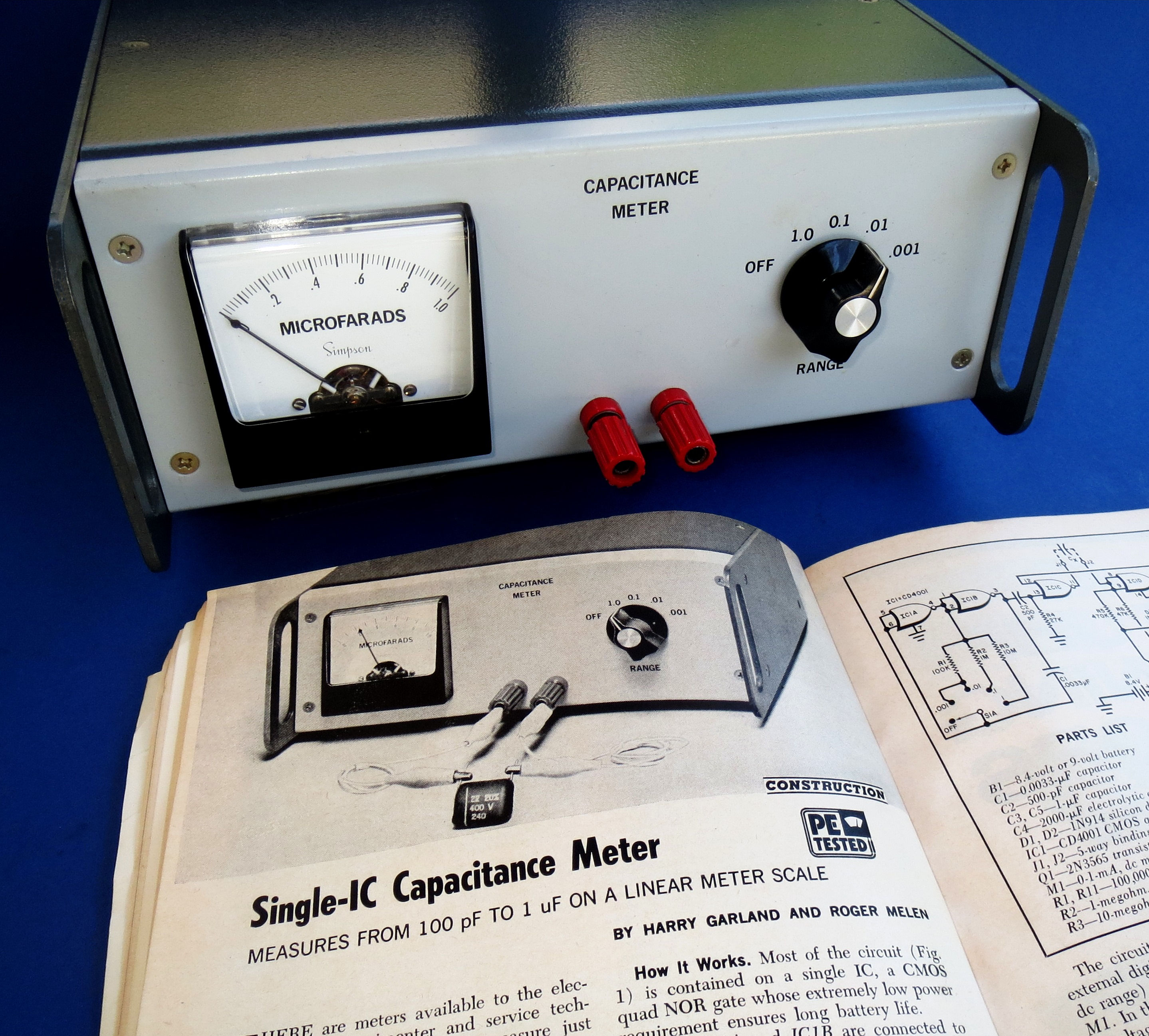
ハリー・ガーランドとロジャー・メレンが開発した静電容量計。1974年に『ポピュラーエレクトロニクス』誌で紹介された。

スタンフォード大学在学中、ガーランドは電子工学の技術をより多くの人に知ってもらうための尽力も行った。スタンフォード大学で知り合ったロジャー・メレンと共同で、『ポピュラーエレクトロニクス』誌に、ホビイスト向けの電子工作に関する記事を6年間にわたり執筆した。この間、ガーランドとメレンはUnderstanding IC Operational Amplifiers（ICオペアンプの理解）とUnderstanding CMOS Integrated Circuits（CMOS集積回路の理解）という2冊の本も出版した。
『ポピュラーエレクトロニクス』1975年1月号で紹介されたMITS社のAltair 8800は、マイクロコンピュータ業界の幕開けとなった。同じ号に、ガーランドとメレンによる固体イメージセンサに関する記事が掲載されていた。翌月、彼らはスタンフォード大学の同僚テリー・ウォーカーとともに、世界初のデジタルカメラの設計を『ポピュラーエレクトロニクス』誌に発表し、そのカメラ（彼らは"Cyclops"（サイクロプス）と呼んでいた）をAltairに接続するためのインターフェイスの開発に着手した。1976年1月、MITS社はAltairの周辺機器としてCyclopsを発表した。
次に『ポピュラーエレクトロニクス』誌に掲載するために開発したのは、Altairとカラーテレビを接続するインターフェイス"Dazzler"（ダズラー）だった。ガーランドとメレンは、ハードウェアの設計をテリー・ウォーカーと、ソフトウェアの設計をホームブリュー・コンピュータ・クラブの仲間であるエド・ホールと協力した。Dazzlerは『ポピュラーエレクトロニクス』1976年2月号の表紙に掲載され、ガーランドとメレンはDazzlerの電子キットを販売の申し出を受けた。
CyclopsとDazzlerの販売をサポートするために、ガーランドとメレンはカリフォルニア州ロスアルトスに200平方フィートのオフィスを借りてパートナーシップを結成し、2人が大学院生時代に住んでいたスタンフォード大学の寮「クロサーズ記念館」(Crothers Memorial)に因んでクロメンコ(Cromemco)と名付けた。

## クロメンコ

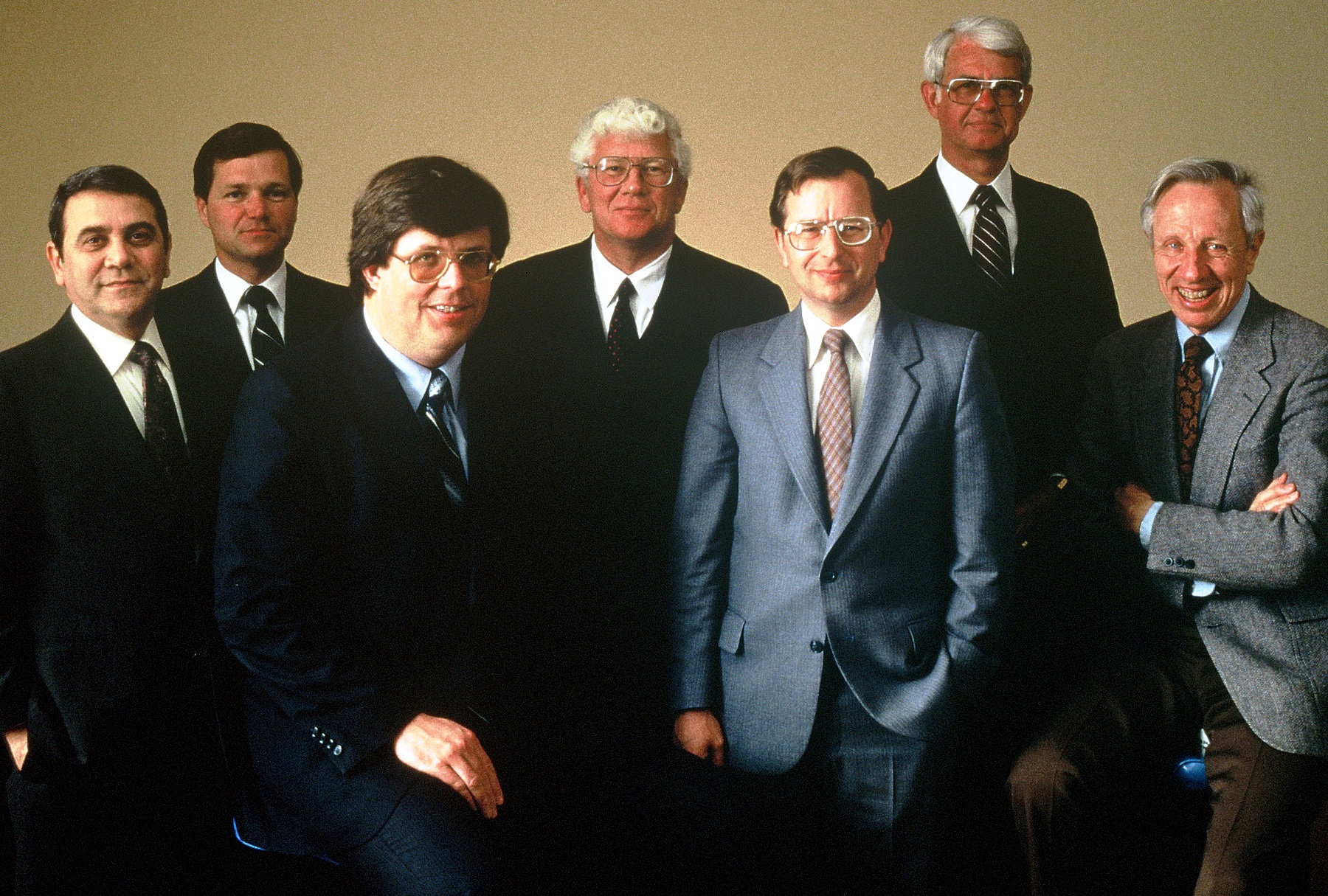
クロメンコ社の取締役の集合写真（1984年）。左から右へ、アンディ・プロカッシーニ、マイク・ラムロット、ロジャー・メレン、チャック・ブッシュ、ハリー・ガーランド、グレン・ペニステン、ジョン・G・リンヴィル。

クロメンコは1976年に法人化し、ガーランドが社長に就任した。彼は1987年の売却まで、クロメンコ社の社長を務めた。最初の製品のCyclopsとDazzlerから始まり、マイクロコンピュータを開発するようになり、業界で最も信頼性が高いと評価された。クロメンコのシステムは、放送用テレビグラフィックスのシステムとして多くのテレビ局で選ばれ、アメリカ空軍の作戦行動支援システムとして広く展開し、中国では最初のマイクロコンピュータ・システムとして広く流通した。
1980年までに、クロメンコ社はカリフォルニア州マウンテンビューに200,000平方フィートの本社兼工場を構えるまでになった。1981年には、『Inc.』誌が、クロメンコ社を米国で最も急成長している株式非公開企業のトップ10にランク付けした。ガーランドは、外部からの出資を一切受け入れることなく、この成長を達成した。
テレビ放送システムにおけるクロメンコ製品の成功は、Dazzlerの後継製品であるSuper Dazzler interface (SDI)によるものだった。クロメンコ社の顧客であるカラーグラフィックス・ウェザー・システムズは、SDI用のソフトウェアを開発した。カラーグラフィックス・ウェザー・システムズの親会社であるダイナテック社は、自社の放送部門にコンピュータとグラフィックス・システムを提供するためにクロメンコ社の買収を模索し、1987年にクロメンコ社を買収した。

## その後の活動
1990年、キヤノン社長の御手洗肇に招聘され、シリコンバレーにキヤノンの新しい研究開発センターの設立を手助けした。1990年から2001年まで、同センターでヴァイスプレジデントを務めた。キヤノンでは、医療用デジタルX線撮影装置の技術を開発し、この装置を病院や放射線科の情報システムに統合するための標準化に取り組んだ。
1987年から2005年までカラマズー大学の理事を務めた。1996年から2010年まで科学・数学教育のための産業イニシアチブ(IISME)の理事を務め、会長にもなった。
2002年、妻のロバータ・J・ガーランドと共同でガーランド・アクチュアリー社を設立し、会長を務めている。

## 認知
ガーランドのコンピュータ業界への貢献は、数多くの書籍やテレビ番組で認められており、Financial News Network、The Personal Computer Show、The Screen Savers、PBSのドキュメンタリー番組"Triumph of the Nerds"などに出演している。
カラマズー大学からSesquicentennial Award（150年祭賞）とDistinguished Alumni Award（優秀卒業生賞）を受賞している。
Understanding IC Operational Amplifiers（ICオペアンプの理解）、Understanding CMOS Integrated Circuits（CMOS集積回路の理解）、Introduction to Microprocessor System Design（マイクロプロセッサシステム設計入門）の3冊の著書がある。
20件の米国特許を取得している。